# Phoracantha punctipennis
Phoracantha punctipennis är en skalbaggsart som först beskrevs av Blackburn 1889.  Phoracantha punctipennis ingår i släktet Phoracantha och familjen långhorningar. Inga underarter finns listade i Catalogue of Life.